# 作品中的多元宇宙
平行宇宙，又稱為替代宇宙、平行世界、平行維度或替代現實，是一個假設的、自我包含的存在平面，與我們自己的宇宙同時存在。構成現實的所有潛在平行宇宙的總和通常被稱為"多元宇宙"。雖然這六個術語在大多數情況下通常是同義的，可以互換使用，但有時"替代宇宙/現實"這個術語可能會帶有額外的含義，暗示這個現實是我們自己的一個變體，與同名的替代歷史有一些重疊。

## 电影
在電影《奇異博士》中首次引入之後，多元宇宙成為了漫威電影宇宙的《多元宇宙之戰》系列超級英雄電影的核心，包括《復仇者聯盟：終局之戰》、《尚氣與十環傳奇》、《蜘蛛人：無家日》、《奇異博士2：失控多重宇宙》和《蟻人與黃蜂女：量子狂熱》。這一系列宇宙與索尼的蜘蛛俠宇宙和動畫蜘蛛宇宙系列有重疊或涵蓋的部分。DC擴展宇宙電影《閃電俠》也探討了這一概念。

### 以平行宇宙为特点的作品系列
漫威電影宇宙
索尼影業蜘蛛人宇宙
DC擴展宇宙
- 《閃電俠》（2023年）

## 电视
平行宇宙的概念在許多電視劇中都得到了探討，通常作為更廣泛的科幻或奇幻故事線中的一個單獨故事或集數。

### 涉及平行宇宙的电视剧
在一些電視劇的情節中，平行宇宙是該劇的核心元素。
- 《危機邊緣》（2008年）
- 《異度覺醒》（2012年）
- 《閃電俠》（2014年）
- 《高堡奇人》（2015年）（Amazon）
- 《闇》（2017年12月1日）（Netflix德國）
- 《相對宇宙》（2017年12月10日）
- 《城堡岩》（2018年）
- 《俄羅斯娃娃：派對迴旋》（2019年2月1日）（Netflix）
- 《雨傘學院》（2019年2月15日）（Netflix）
- 《黑暗元素》（2019年11月）（BBC + HBO）

## 動畫
- 《無限可能：假如…？》（2021年）（Disney+）